# Michael Winckler
Michael Gustav Winckler (født 1. marts 1956) er en dansk sanger og musiker. 
Michael Winckler er søn af Inge og Gustav Winckler. 
Michael Winckler har indspillet en række plader i genren dansktop pop og country, herunder flere genindspilninger af Gustav Winckler sange. Han udgav sin første plade i 1999, Fra nye vinkler, og har siden udgvet flere album. 
Han har opnået et nr. 1 hit på dansktoppen med sangen "Solen, Månen og stjernerne". Han er blevet nomineret til to priser ved Danish Music Awards.